# Kopstal
Kopstal é uma comuna do Luxemburgo, pertence ao distrito de Luxemburgo e ao cantão de Capellen.

## Demografia
Dados do censo de 15 de fevereiro de 2001:
- população total: 3.002
  - homens: 1.493
  - mulheres: 1.509
- densidade: 380,00 hab./km²
- distribuição por nacionalidade:

| Nacionalidade  | População | %      |
| -------------- | --------- | ------ |
| luxemburgueses | 1.806     | 60,16% |
| estrangeiros   | 1.196     | 39,84% |
| - portugueses  | 186       | 6,20%  |
| - franceses    | 217       | 7,23%  |
| - italianos    | 51        | 1,70%  |
| - belgas       | 154       | 5,13%  |
| - alemães      | 173       | 5,76%  |
| - iuguslavos   | 24        | 0,80%  |
| - outros       | 391       | 13,02% |

- Crescimento populacional:

| Ano        | População |
| ---------- | --------- |
| 15/02/2001 | 3.002     |
| 01/01/2002 | 3.001     |
| 01/01/2003 | 2.955     |
| 01/01/2004 | 2.958     |
| 01/01/2005 | 2.975     |